# Andrej Solomatin
Andrej Joerjevitsj Solomatin (Russisch: Андрей Юрьевич Соломатин) (Moskou, 9 september 1975) is een Russisch voormalig betaald voetballer die als vleugelverdediger speelde. Met het Russisch voetbalelftal was hij actief op het WK 2002 in Japan en Zuid-Korea. Solomatin speelde 13 interlands, waarin hij een keer doel trof.

## Clubcarrière
Solomatin behaalde zijn grootste successen als speler bij achtereenvolgens Lokomotiv Moskou en CSKA Moskou in de periode 1995–2003. Met Lokomotiv won hij vier keer de Russische voetbalbeker en met CSKA voegde hij het Russische landskampioenschap (Premjer-Liga) en opnieuw de beker aan zijn palmares toe.
Solomatin speelde daarnaast voor Koeban Krasnodar, Seongnam (Zuid-Korea), Obolon Kiev (Oekraïne), Krylia Sovetov en Anzji Machatsjkala.

## Interlandcarrière
Solomatin mocht als linksachter mee het WK 2002, waar men onder bondscoach Oleg Romantsev werd uitgeschakeld in de groepsfase. Men zat in de groep met België.

## Erelijst
| Competitie             |                  |                        |                  |                  |
| Competitie             | Aantal           | Jaren                  |                  |                  |
| Lokomotiv Moskou       | Lokomotiv Moskou | Lokomotiv Moskou       | Lokomotiv Moskou | Lokomotiv Moskou |
| ---------------------- | ---------------- | ---------------------- | ---------------- | ---------------- |
| Russische voetbalbeker | 4x               | 1996, 1997, 2000, 2001 |                  |                  |
| CSKA Moskou            |                  |                        |                  |                  |
| Premjer-Liga           | 1x               | 2003                   |                  |                  |
| Russische voetbalbeker | 1x               | 2003                   |                  |                  |

1 Nigmatoellin ·
2 Kovtoen ·
3 Nikiforov ·
4 Smertin ·
5 Solomatin ·
6 Semsjov ·
7 Onopko  ·
8 Karpin ·
9 Titov ·
10 Mostovoj ·
11 Bjestsjastnik ·
12 Tsjertsjesov ·
13 Dajev ·
14 Tsjoegajnov ·
15 Alenitsjev ·
16 Kerzjakov ·
17 Semak ·
18 Sennikov ·
19 Pimenov ·
20 Izmailov ·
21 Chochlov ·
22 Sytsjov ·
23 Filimonov ·
Coach: Romantsev